# Кубок мира по вольной борьбе 1975
Кубок мира по борьбе 1975 года прошёл 29—30 марта в Толидо (США) на арене Толидо Филдхаус. Соревнования проходили только в вольном стиле, между собой соревновались команды-победительницы Чемпионата мира по борьбе 1974 года от трёх континентов (Европа — СССР, Азия — МНР, Америка — Канада) и команды страны-хозяйки соревнований — США.

## Общий зачёт
| Общее количество победителей | Общее количество победителей | Общее количество победителей | Общее количество победителей | Общее количество победителей | Общее количество победителей | Общее количество победителей |
| Место                        | Страна                       | 1-е место                    | 2-е место                    | 3-е место                    | 4-е место                    | Всего                        |
| ---------------------------- | ---------------------------- | ---------------------------- | ---------------------------- | ---------------------------- | ---------------------------- | ---------------------------- |
| 1                            | СССР                         | 5                            | 5                            | 0                            | 0                            | 10                           |
| 2                            | МНР                          | 1                            | 2                            | 6                            | 1                            | 10                           |
| 3                            | США                          | 3                            | 1                            | 3                            | 3                            | 10                           |
| 4                            | Канада                       | 1                            | 2                            | 1                            | 6                            | 10                           |
| Итого                        | Итого                        | 10                           | 10                           | 10                           | 10                           | 40                           |

## Медалисты в индивидуальном зачёте
| Категория | 1                  | 2                      | 3                        | 4                 |
| --------- | ------------------ | ---------------------- | ------------------------ | ----------------- |
| 48 кг     | Гомбын Хишигбаатар | Виталий Токчинаков     | Дейв Рейндж              | Леонард Ганг      |
| 52 кг     | Гордон Берти       | Тельман Пашаев         | Крис Джонс               | Доржзовдын Ганбат |
| 57 кг     | Марк Массери       | Энвер Абдураманов      | Церенгийн Самбуу         | Майк Барри        |
| 62 кг     | Борис Базаев       | Эгон Бейлер            | Гантумур Ламжав          | Даг Мозес         |
| 68 кг     | Насрула Насрулаев  | Цэдэндамбын Нацагдорж  | Стивен Мартин            | Джо Тис           |
| 74 кг     | Стэнли Дзидзич     | Руслан Ашуралиев       | Норов Агваан             | Клайв Ллевеллин   |
| 82 кг     | Джон Петерсон      | Виктор Новожилов       | Тумурийн Артаг           | Ричард Дешатлец   |
| 90 кг     | Пётр Суриков       | Дашдоржийн Цэрэнтогтох | Кен Линн                 | Блейн Кьорлиен    |
| 100 кг    | Владимир Гулюткин  | Клод Пилон             | Хорлоогийн Баянмунх      | Грег Войцеховски  |
| +110 кг   | Владимир Паршуков  | Майкл МакКриди         | Хадбаатар Дагваресенгиин | Гарри Герис       |